# Uttryckande konstterapi
Uttryckande konstterapi (eng: Expressive Arts Therapy) är en terapeutisk inriktning som arbetar integrerat med samtliga konstarter. Uttryckande konstterapin kommer från USA, där den utvecklades i början av 1970-talet av professor Shaun McNiff . Han grundade The Institute for Arts and Human Development vid Lesley College Graduate School i Cambridge, Massachusetts där den första masterutbildningen som integrerar olika konstarter och psykoterapi i USA, startade 1974.

## Uttryckande konstterapi - en konstnärlig terapiform
Uttryckande konstterapin räknas till de konstnärligt gestaltande terapierna där klienten förutom i vardagligt tal, även kan uttrycka sig i bild, musik, dans, drama, poesi. Till skillnad från bildterapi, dansterapi, musikterapi, dramaterapi, som huvudsakligen fokuserar på ett uttryckssätt, använder uttryckande konstterapin alla konstnärliga uttryck. I övergångarna mellan olika uttryck sker en fördjupning av temat klienten utforskar. Uttryckande konstterapin med sin förankring i den skapande processen ser sambandet mellan det medvetna och omedvetna som självklart, liksom att kropp och själ hör ihop. I allt konstnärligt arbete ingår kognitiva inslag, vilket innebär att känsla, tanke, handling, utgör en sammanhängande helhet i den uttryckande konstterapeutiska processen.,

### Symbolspråket i dröm och saga
Liksom annan psykoterapi använder uttryckande konstterapin också drömmar och sagor, men till skillnad från i verbal terapi kan drömmen och sagan också uttryckas i bild, dans, poesi. I leken med drömmens bilder och symboler och sagans gestalter, skapas kontakt med omedvetna skikt inom människan som så småningom kan medvetandegöras. I gestaltandet sker en viktig del av arbetet i uttryckande konstterapi - där utforskas och bearbetas klientens livssituation och problem. I reflekterande samtal integreras upplevelserna under den skapande processen.

### Uttryckande konstterapeutens kompetens
En uttryckande konstterapeut är utbildad i att omfatta skillnader och likheter mellan samtliga konstformer - bild, musik, dans, drama och poesi - och att i terapiarbetet kunna röra sig obehindrat mellan dessa. Hon är tränad i att använda övergångar från en konstform till en annan ("intermodal transfer"), att veta hur, när och varför de äger rum, och att förstå hur övergångarna används som ett sätt att höja kvaliteten och intensiteten i uttrycken ("intermodal amplifikation"). Detta är en grundläggande skillnad mellan uttryckande konstterapeuten och andra konstnärligt gestaltande terapeuter som dansterapeuter, bildterapeuter, musikterapeuter, som är utbildade i en modalitet. Under utbildningen läggs stor vikt vid såväl den estetiska och personliga utvecklingen, som den teoretiska och kliniska. Målet är att uttryckande konstterapeuten ska finna sin egen stil inom ramen för det uttryckande konstterapeutiska arbetssättet.
Under utbildningen tränas uttryckande konstterapeuten i att förstå och kunna tillämpa icke-verbal symbolisk kommunikation på individ-, grupp- och samhällelig nivå, samt förhållandet mellan inre och yttre uttryck, vilket utgör grunden för inlärning, utveckling och förändring hos människan. Även studiet av interpersonella relationer i grupper, fokusering och lyssnande ingår i utbildningen, liksom innebörden av  ritualer, myter och shamanistiska strukturer. Uttryckande konstterapin har ett tvärteoretiskt perspektiv med humanistisk och psykodynamisk teoribildning som grund.

## Uttryckande konstterapins introduktion i Sverige
Uttryckande konstterapin introducerades i Sverige i början av 80-talet av Phillip Speiser, som utbildats i Expressive Arts vid Lesley College Graduate School. Phillip Speiser grundade Skandinaviska Institutet för Uttryckande Konst i Göteborg 1980 som under ett decennium anordnade en årlig konferens där deltagare från konstnärliga yrken, utbildningsområdet och mentalhälsovården kunde mötas, delta i seminarier och workshops samt utbyta erfarenheter. Konferenserna samlade intresserade från hela Norden. Mellan 1981 och 1992 utbildade Phillip Speiser ett hundratal redan yrkesverksamma konstnärer, pedagoger och psykoterapeuter i uttryckande konstterapi. Skandinaviska Institutet för Uttryckande Konst samarbetade med Lesley College där studenterna efter den treåriga utbildningen i Sverige kunde studera vidare till en Master of Arts i Expressive Arts Therapy. Flera av pionjärerna från Lesley College, bland annat konstnären och bildterapeuten, Shaun McNiff, (rektor och grundare av Expressive Arts Therapy utbildningen vid Lesley), dansterapeuten Norma Canner , poeten Elizabeth McKim och musik- och performancekonstnären Paolo Knill, undervisade på den svenska utbildningen. I början av 90-talet återvände Phillip Speiser till USA. I sin doktorsavhandling från 1996 beskriver han Uttryckande konstterapins utveckling i Sverige under de år han verkade här. Idag förekommer uttryckande konstterapin som behandlingsmetod inom både privat och offentlig vård.
Även om utbildningen och dess innehåll har fortsatt att utvecklas i Sverige efter det att Phillip Speiser lämnade landet och samarbetet med Lesley College upphörde, kvarstår de grundläggande elementen, nämligen att uttryckande konstterapi är en intermodal terapiform som använder sig av intermodal amplifikation, vilket skiljer den från både andra kreativa flermodala konstnärliga terapiformer och enmodala, som bild-, dans- och musikterapi.